# Leštane
Leštane (izvirno srbsko Лештане) je naselje v Srbiji, ki upravno spada pod Mestno občino Grocka; slednja pa je del Mesta Beograd.

## Demografija
V naselju živi 6585 polnoletnih prebivalcev, pri čemer je njihova povprečna starost 35,4 let (34,8 pri moških in 35,9 pri ženskah). Naselje ima 2603 gospodinjstev, pri čemer je povprečno število članov na gospodinjstvo 3,26.
To naselje je v glavnem srbsko (glede na popis iz leta 2002), a v času zadnjih 3 popisov je opazen porast števila prebivalcev.
|  |

| Demografija | Demografija     | Demografija     |
| Leto        | Št. prebivalcev | Št. prebivalcev |
| ----------- | --------------- | --------------- |
|             |                 |                 |
|             |                 |                 |
|             |                 |                 |
|             |                 |                 |
| 1948        | 939             |                 |
| 1953        | 992             |                 |
| 1961        | 1131            |                 |
| 1971        | 1485            |                 |
| 1981        | 4096            |                 |
| 1991        | 7109            | 6697            |
| 2002        | 9041            | 8492            |
|             |                 |                 |

| Etnična sestava po popisu iz leta 2002 | Etnična sestava po popisu iz leta 2002 | Etnična sestava po popisu iz leta 2002 | Etnična sestava po popisu iz leta 2002 | Etnična sestava po popisu iz leta 2002 |
| -------------------------------------- | -------------------------------------- | -------------------------------------- | -------------------------------------- | -------------------------------------- |
| Srbi                                   | Srbi                                   |                                        | 8.138                                  | 95,83%                                 |
| Jugoslovani                            | Jugoslovani                            |                                        | 48                                     | 0,56%                                  |
| Črnogorci                              | Črnogorci                              |                                        | 47                                     | 0,55%                                  |
| Makedonci                              | Makedonci                              |                                        | 46                                     | 0,54%                                  |
| Muslimani                              | Muslimani                              |                                        | 29                                     | 0,34%                                  |
| Bošnjaki                               | Bošnjaki                               |                                        | 22                                     | 0,25%                                  |
| Hrvati                                 | Hrvati                                 |                                        | 14                                     | 0,16%                                  |
| Bolgari                                | Bolgari                                |                                        | 14                                     | 0,16%                                  |
| Romi                                   | Romi                                   |                                        | 11                                     | 0,12%                                  |
| Romuni                                 | Romuni                                 |                                        | 4                                      | 0,04%                                  |
| Madžari                                | Madžari                                |                                        | 3                                      | 0,03%                                  |
| Slovenci                               | Slovenci                               |                                        | 1                                      | 0,01%                                  |
| Slovaki                                | Slovaki                                |                                        | 1                                      | 0,01%                                  |
| Rusi                                   | Rusi                                   |                                        | 1                                      | 0,01%                                  |
| Nemci                                  | Nemci                                  |                                        | 1                                      | 0,01%                                  |
| Vlahi                                  | Vlahi                                  |                                        | 1                                      | 0,01%                                  |
| Neznano                                | Neznano                                |                                        | 45                                     | 0,52%                                  |